# Wim de Jager
Wim de Jager (* 1. September 1942 in ’s-Hertogenbosch; † 26. Oktober 2020 in Rijswijk (Zuid-Holland)) war ein niederländischer Radrennfahrer.

## Sportliche Laufbahn
1964 wurde er Berufsfahrer im Radsportteam Caballero und blieb bis 1968 aktiv. Seine bedeutendsten sportlichen Erfolge waren die Siege auf der 4. Etappe der Tour du Nord 1964 und im Eintagesrennen um den Großen Preis der Dortmunder Union-Brauerei 1966 vor Peter Glemser. Im Rennen De Kustpijl 1965 kam er auf den 2. Platz. Bei Paris–Camembert 1966 wurde er Dritter. 
In der Vuelta a España 1967 schied er aus.